# Поштаренко, Павел Александрович
Па́вел Алекса́ндрович Поштаре́нко (укр. Павло Олександрович Поштаренко; 12 апреля 1991) — украинский футболист, вратарь.

## Игровая карьера
Заниматься футболом начинал в шестилетнем возрасте в поселке Калиновка, около Броваров. Первый тренер — Дрозд Игорь Васильевич. Через несколько лет отец начал возить Поштаренко в Киев в частный футбольный клуб «Юниор». Со временем футболиста заметил тренер киевского «Динамо» Валерий Николаевич Краснощёк и пригласил его в детскую школу «бело-синих». После завершения обучения 16-летний Поштаренко заключил контракт с «Динамо». Один сезон провёл в «Динамо-3», а затем два — в «Динамо-2». Во второй динамовской команде конкурировал за место в основном составе с Денисом Бойко и Артёмом Кичаком. Будучи самым младшим из них, в первом сезон сыграл лишь одну игру против бурштынского «Энергетика». Во втором сезоне в первом своём матче получил повреждения мениска, после чего восстанавливался до конца первого круга. Не имея в составе «бело-синих» постоянной игровой практики, Поштаренко играл в чемпионате Киевской области за «Грань» (Макаров). Зимой 2008 года с этой командой выходил в финал Мемориала Макарова, где получил приз лучшего вратаря турнира.
В 2010 году футболист отказался продливать контракт с «Динамо», после чего перешёл в «Рось». Пополнив белоцерковскую команду уже по ходу сезона, вратарь провёл в ней два месяца, после чего в межсезонье начал заниматься поисками нового клуба. После неудачных просмотров вновь вернусь в «Рось», где в новом сезоне сыграл ещё шесть матчей. Окончательно покинув Белую Церковь осенью 2010 года, Поштаренко полгода ниходился без команды, играя в первенствах Броварского и Киево-Святошинского районов Киевской области.
В следующем году агент предложил футболисту поехать в Молдавию на просмотр в «Тирасполь». На просмотре в этом клубе было семь вратарей, но тренерский состав решил оставить Поштаренко. В высшем молдавском дивизионе вратарь дебютировал 31 июля 2011 года выйдя в основном составе в дерби с «Шерифом». Всего в чемпионате соседней страны провёл 5 матчей, в которых пропустил 10 голов. Зимой 2013 года перешёл в «Крымтеплицу», в которой провёл четыре поединка, после двух из которых попадал в символические сборные тура. По собственным словам футболиста, именно эти матчи стали переломными в его дальнейшей карьере, ведь благодаря им его пригласили в кировоградскую «Звезду».
В первой половине сезона 2013/14 основным вратарём «Звезды» был, как и в прошлом сезоне, Евгений Ширяев, но после нескольких неудачных матчей он всё чаще начал уступать место Поштаренко. После зимней паузы место в воротах занял пришедший из «Николаева» Дмитрий Козаченко, а более молодой Поштаренко вновь остался на подстраховке. в начале следующего сезона за место в воротах «Звезды» вновь конкурировали Поштаренко и Козаченко, то уже поздней осенью выбор был сделан в пользу воспитанника «Динамо». Доигрывал чемпионат Павел практически безальтернативным, так как в запасе оставались лишь совсем юные местные ребята. В итоге вратарь отличился 9 «сухими» матчами за сезон, однако после прихода в кировоградскую команду Евгения Паста Поштаренко потерял место в основе. В составе «Звезды», в 2016 году стал чемпионом Первой лиги Украины, но по окончании сезона покинул клуб и перешёл в киевскую «Оболонь-Бровар»